# Comté de Washakie
Le comté de Washakie est un comté de l'État du Wyoming dont le siège est Worland. Selon le recensement de 2010, sa population est de 8 533 habitants.